# Día de la Estrella Luz
El Día de la Estrella Luz (en hangul, 광명성절; McCune-Reischauer, Kwangmyŏngsŏng-jŏl) es un día festivo en Corea del Norte el 16 de febrero que celebra el natalicio del segundo líder del país, Kim Jong-il. Junto con el Día del Sol, el natalicio de su padre Kim Il-sung, es la más importante fiesta nacional en el país.
Kim Jong-il nació en 1941 en la Unión Soviética, la propaganda norcoreana insiste que nació el 16 de febrero de 1942 en el monte Paektu en Corea. Su cumpleaños se convirtió en día festivo en 1982 cuando ingresó en el Politburó del Partido del Trabajo de Corea (PTC). En 2012, al año siguiente de su muerte, el día festivo fue renombrado Día de la Estrella Luz.
La principal celebración tiene lugar en la capital Pionyang e incluye exhibiciones de gimnasia, actuaciones musicales, fuegos artificiales, desfiles militares y bailes; la gente recibe más raciones de comida y electricidad que lo usual en este día.

## Contexto

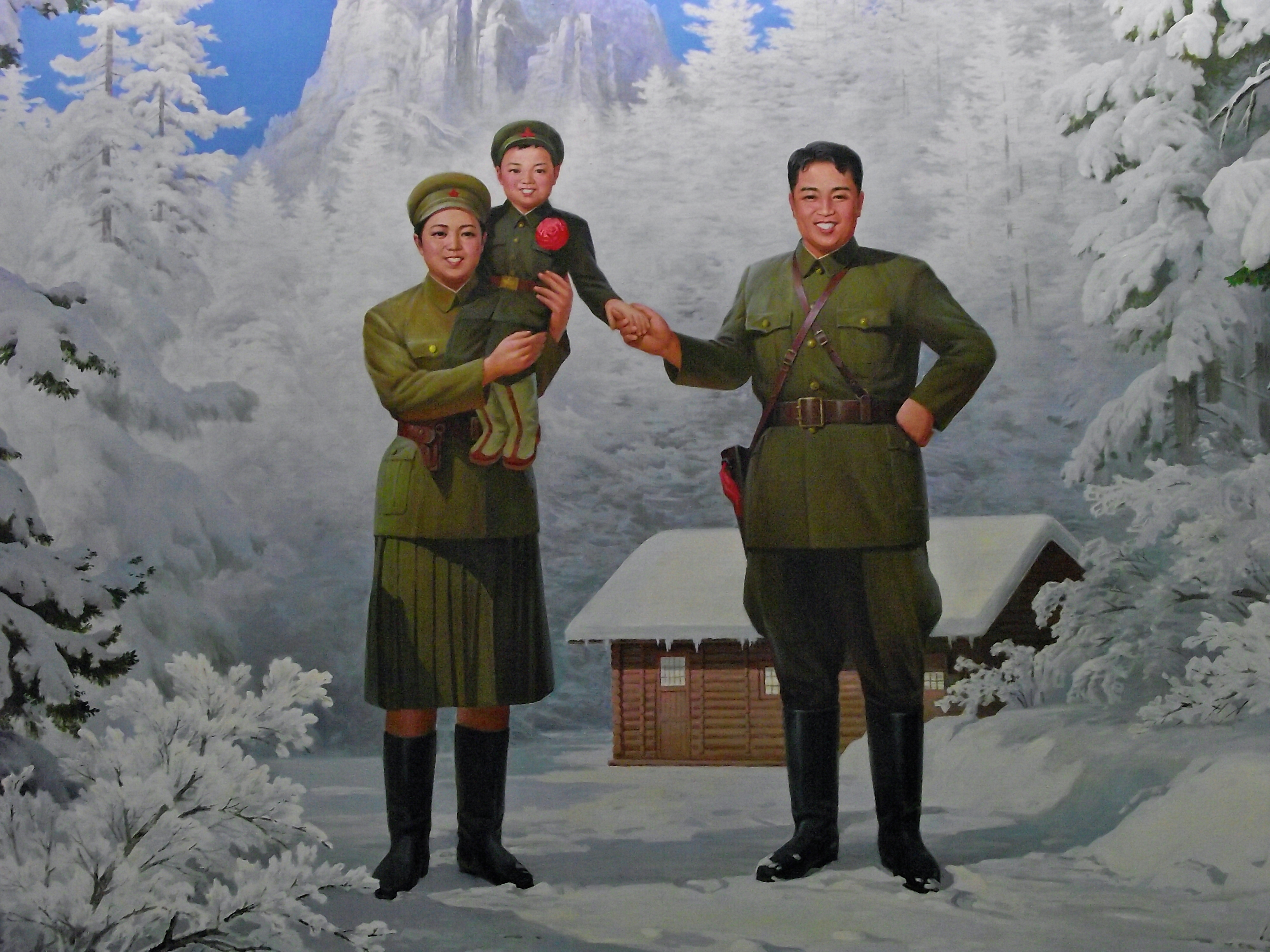
Según la propaganda norcoreana, Kim Jong-il nació el 16 de febrero de 1942.

Kim Jong-il nació en 1941, hijo de Kim Il-sung y Kim Jong-suk en Siberia, URSS, donde su padre estaba exiliado a causa de sus actividades guerrilleras. Aunque la propaganda norcoreana insista en que nació en 1942, en el monte Paektu, en Corea, el mítico lugar de origen del pueblo coreano, donde Kim Il-sung supuestamente tenía un campamento guerrillero. En realidad la guerrilla tenía su base en Manchuria en esa época y Kim estaba en el Extremo Oriente soviético antes y después del nacimiento de Kim Jong-il.
En la propaganda norcoreana Kim Jong-il está asociado con la imagen de la estrella. Él es frecuentemente llamado la estrella brillante aunque también se le llama la estrella luz (광명성). Según la leyenda, una estrella brillante apareció en el cielo la noche que él nació, y los guerrilleros tallaron mensajes en los troncos de los árboles proclamando: "Tres héroes brillan en Corea con el espíritu del monte Paektu: Kim Il-sung, Kim Jong-suk y  Kwangmyŏngsŏng (la Estrella Luz)" y "¡Oh, Corea! ¡La estrella del Paektu ha nacido!".

## Historia
El natalicio de Kim Jong-il fue celebrado desde 1976, pero se convirtió en día festivo en 1982, dos días después de convertirse en miembro del Politburó del PTC. 
Cuando él subió al poder en 1994, debido a la muerte de su padre, la celebración era conocida como la "Primavera de la humanidad" en el calendario norcoreano. El aniversario obtuvo su nombre actual en 2012, al año siguiente de su muerte, cuando el Politburó anunció que: El 16 de febrero, el mayor día festivo de la nación debido a que el gran líder camarada Kim Jong-il nació en dicha fecha, se instituye como el Día de la Estrella Luz. Las estatuas ecuestres de Kim Jong-il y Kim Il-sung fueron inauguradas en Pionyang para celebrar el día.
El 12 de febrero de 2013 Corea del Norte hizo una prueba nuclear pocos días antes de la celebración del Día de la Estrella Luz.

## Celebración

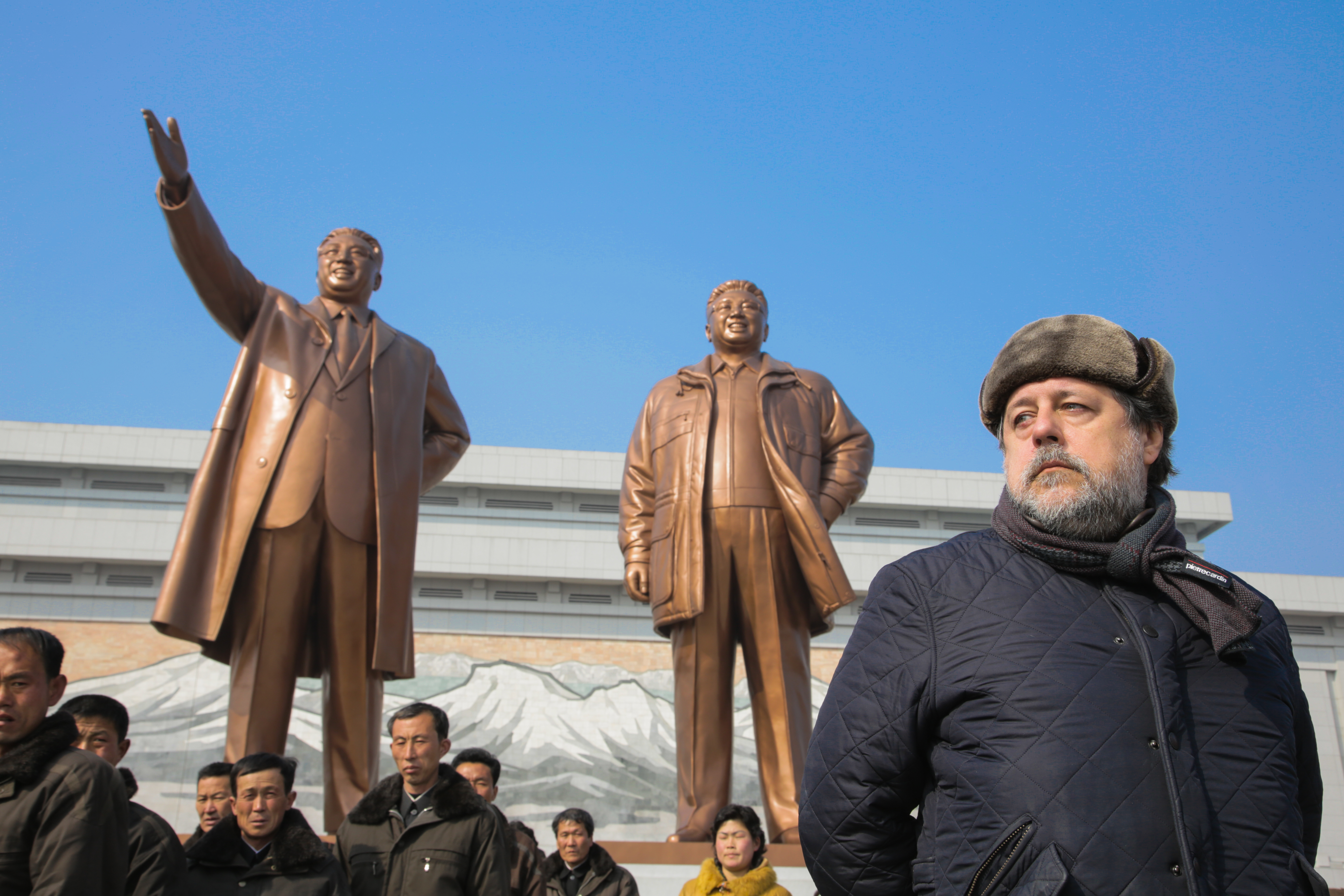
El director de cine Vitali Manski en el Gran Monumento de la colina Mansu el Día de la Estrella Luz.

El día es celebrado el 16 de febrero de cada año. En la capital Pionyang se celebra con exhibiciones de gimnasia, conciertos, fuegos artificiales, desfiles militares, y bailes. Las calles son adornadas con banderas norcoreanas. Millones de personas visitan el Palacio del Sol de Kumsusan donde yacen los cuerpos embalsamados de Kim Il-sung y Kim Jong-il. Tienen lugar exhibiciones de la orquídea Kimjongilia, llamada así en honor de Kim Jong-il. En otras ciudades, las celebraciones no son tan fastuosas. El gobierno reparte más raciones de comida y energía al pueblo en este día de lo que normalmente entrega. A los niños se les da caramelos, y es una de las pocas ocasiones en que la Unión de Niños de Corea admite nuevos miembros. El documental de Vitali Manski Bajo el sol (2015) muestra la celebración de este día.
Las oficinas estatales, negocios y bancos permanecen cerrados este día. Las bodas también son comunes en esta fecha.
El periodo entre el Día de la Estrella Luz y el Día del es conocido como el Periodo del Festival de la Lealtad. En el calendario el Día de la Estrella Luz tiene lugar después del Día del Generalísimo (el 14 de febrero es la fecha en que Kim Jong-il ascendió a dicho rango) y antes del Día Internacional de la Mujer (8 de marzo). El Día de la Estrella Luz es uno de los tres días que conmemoran a Kim Jong-il en el calendario, los otros dos son el Día del Generalísimo y el Día del Songun (25 de agosto, que conmemora la política Songun, o primero el ejército).